# Diphyllaphis mordvilkoi
Diphyllaphis mordvilkoi är en insektsart. Diphyllaphis mordvilkoi ingår i släktet Diphyllaphis och familjen långrörsbladlöss. Inga underarter finns listade i Catalogue of Life.